# ばんば踊り
ばんば踊りとは、宮崎県延岡市に伝わる民謡および盆踊りである。ここでは現在主流となっている「新ばんば踊り」、「新新ばんば」についても解説する。

## 概要

### 「ばんば」とは
延岡市観光協会によると、ばんばの由来として、
- 千石船で交流のあった播州赤穂の「播州踊り」がなまったもの
- 豊作を願って馬場（ばんば）で踊ったもの
- 九州東部の方言で、「激しい」、「にぎやか」というのを「ばんばん」といい、激しい踊りであったもの

が、考えられているが、「播州踊り」が由来の説が有力という。

### 延岡地方のばんば踊りの由来
延岡に伝わる「ばんば踊り」は、その踊りに使われる「音頭」の内容から相当古いものと考えられているが、一説には、踊りと密接に関係する歌舞伎、浄瑠璃の内容がふんだんに盛り込まれていることから、江戸時代後期に盛んになったと伝えられている。
延岡の場合には、踊りの中核となる音頭として「白石ばなし」など多数あり、その音頭は、明治末期までは堤防工事や橋梁工事、護岸工事などの地固めや杭打ちの際にも労働歌としても使われていたという。

### 新ばんば踊りの誕生
ばんば踊りが戦後に廃れた一方で、1962年（昭和37年）に当時の延岡市長、折小野良一が「ばんば音頭の節を基本に市民のだれにも親しまれ愛されるふるさと音頭を」と、地元出身の作曲家並岡龍司・権藤円立に制作を依頼し、踊りも日本フォークダンス連盟の指導により振付されたものが「新ばんば踊り」である。歌詞には「城山の鐘」、「若山牧水の名歌」、「あゆやな」といった延岡の伝統的な物が歌い回わされているが、2番の歌詞には延岡を流れる川々、3番の歌詞には「６つのマンモス工場」・「工都延岡」と、旭化成の企業城下町である延岡の姿を歌うなど、「伝統都市延岡」、「水都延岡」、「工都延岡」といた様々な姿を織り込んだ歌詞となっている。現在では「ばんば踊り」といえば「新ばんば踊り」を指すほど定着しているが、古来のばんば踊りも保存会により継承されている。
「新ばんば踊り」は「新ばんば」と略され、県南の「いもがらぼくと」と並ぶ、宮崎県の盆踊りとしても有名である。

### 新新ばんば踊り
「新ばんば踊り」に、鳴り物を持って踊る「新新ばんば踊り」（新新ばんば）というアレンジもある。本格的な鳴り物でなくても、ペットボトルでも踊れるようアレンジされている。現在では「新ばんば」・「新新ばんば」ともに延岡では踊られるが、延岡以外の地域では「新ばんば」がメジャーである。

## ばんば踊りのメディア展開

### レコード
先述の「新ばんば踊り」を、歌手の村田英雄に歌わせたものが「ばんば踊り」として、1962年に日本コロムビアより発売されている。

### 駅メロディー
2019年3月10日よりJR延岡駅にて、村田英雄歌唱版の「ばんば踊り」の前奏部分を列車接近時のメロディーとして使用している。

### ギネス記録への挑戦
2017年7月23日、「まつりのべおか」にて、ギネス世界記録の「最多人数で踊る盆踊」（Largest Bon Dance）に挑戦。2016年に東京都八王子市で達成した2,160人を超える2,748人で「新ばんば踊り」に挑戦し、成功した。同時に「一つの会場内で浴衣を着た最多人数」（Most people Wearing Yukata）についても達成したが、同年9月9日の大阪府八尾市の「河内音頭まつり」にて両記録が抜かれたという。